# Bridegroom (film)
Bridegroom (volledige titel: Bridegroom: A Love Story, Unequaled) is een Amerikaanse documentaire over twee homoseksuele mannen, die door Linda Bloodworth-Thomason werd geproduceerd en geregisseerd en op 23 april 2013 tijdens het Tribeca Film Festival in première ging. Mede dankzij de introductie van de documentaire door de voormalige president Bill Clinton wist de film de aandacht van de pers te trekken.
Bridegroom won de publieksprijs van het festival voor de categorie "Beste Documentaire". De film wist in 2014 samen met de documentaire Call me Kuchu eveneens de GLAAD Media Award in de wacht te slepen.

## Verhaal
De documentaire gaat over de zes jaar durende relatie van Shane Bitney Crone met zijn partner Thomas Lee Bridegroom. Terwijl de familie van Shane diens homoseksuele geaardheid accepteert, reageert de familie van Thomas agressief op het uit de kast komen van hun zoon. Shane en Thomas waren van plan te gaan trouwen zodra het homohuwelijk ook in de Amerikaanse staat Californië zou worden gelegaliseerd, maar als Thomas na een noodlottig ongeval tijdens een fotosessie op het dak van een gebouw valt en om het leven komt, wordt het duidelijk welke tragische gevolgen een ongeregistreerd partnerschap dan wel het niet openstellen van het huwelijk voor mensen van hetzelfde geslacht kunnen hebben. 
Ondanks het feit dat beide mannen al geruime tijd bij elkaar wonen wordt het Shane bijvoorbeeld niet toegestaan om zich bij zijn partner in het ziekenhuis te voegen. Bij de voorbereidingen van de rouwdienst van Thomas wordt Shane door de familie van Thomas volledig buitengesloten en het wordt Shane zelfs onder bedreiging van fysiek geweld belet om de begrafenis van zijn levenspartner bij te wonen.

## Productie
De documentaire vindt zijn oorsprong in It Could Happen to You, een korte film die in 2012 door Shane Bitney Crone zelf op YouTube werd gezet. Na een uitgebreide promotie van de video via sociale netwerksites nam producent Linda Bloodworth-Thomason, die het paar ooit had ontmoet op een bruiloft in  Palm Springs, Californië, contact op met Shane over de uitwerking van It Could Happen to You tot een volwaardige documentaire. Met de productie hiervan werd in de zomer van 2012 begonnen. Het budget hiervoor werd bijeengebracht door de crowdfunding website Kickstarter. Met een forse overschrijding van het oorspronkelijke doel om USD 300.000 binnen te halen, werd de  film de tot op heden duurste productie die in de geschiedenis van crowd-funding tot stand kwam.

## Muziek
De muziek in de documentaire bevat o.a. muziek van vrienden van het paar; Colleen McMahon (solo en een duet met Thomas), Ben Rector (uitgevoerd door Colleen en Shane), Allison Gray (met Tom op het toetsenbord), een aantal fragmenten van opnames van Thomas zelf, en een lied van Adam Lambert die Shane na het zien van It Could Happen to You op YouTube had ontmoet. Andere songs worden uitgevoerd door Benjy Gaither, Margo Rey, Nathan Jong en Lana Ranahan. De soundtrack bevat ook populaire muziek van Macklemore, Ryan Lewis en Fun. 

## Ontvangst
Bridegroom kreeg een zeer positief onthaal bij filmliefhebbers: de documentaire behaalde een waardering van 82% op de tomatometer van Rotten Tomatoes met een publiekscore van 86% en een metascore van 86 op Metacritic.